# Berneray Youth Hostel

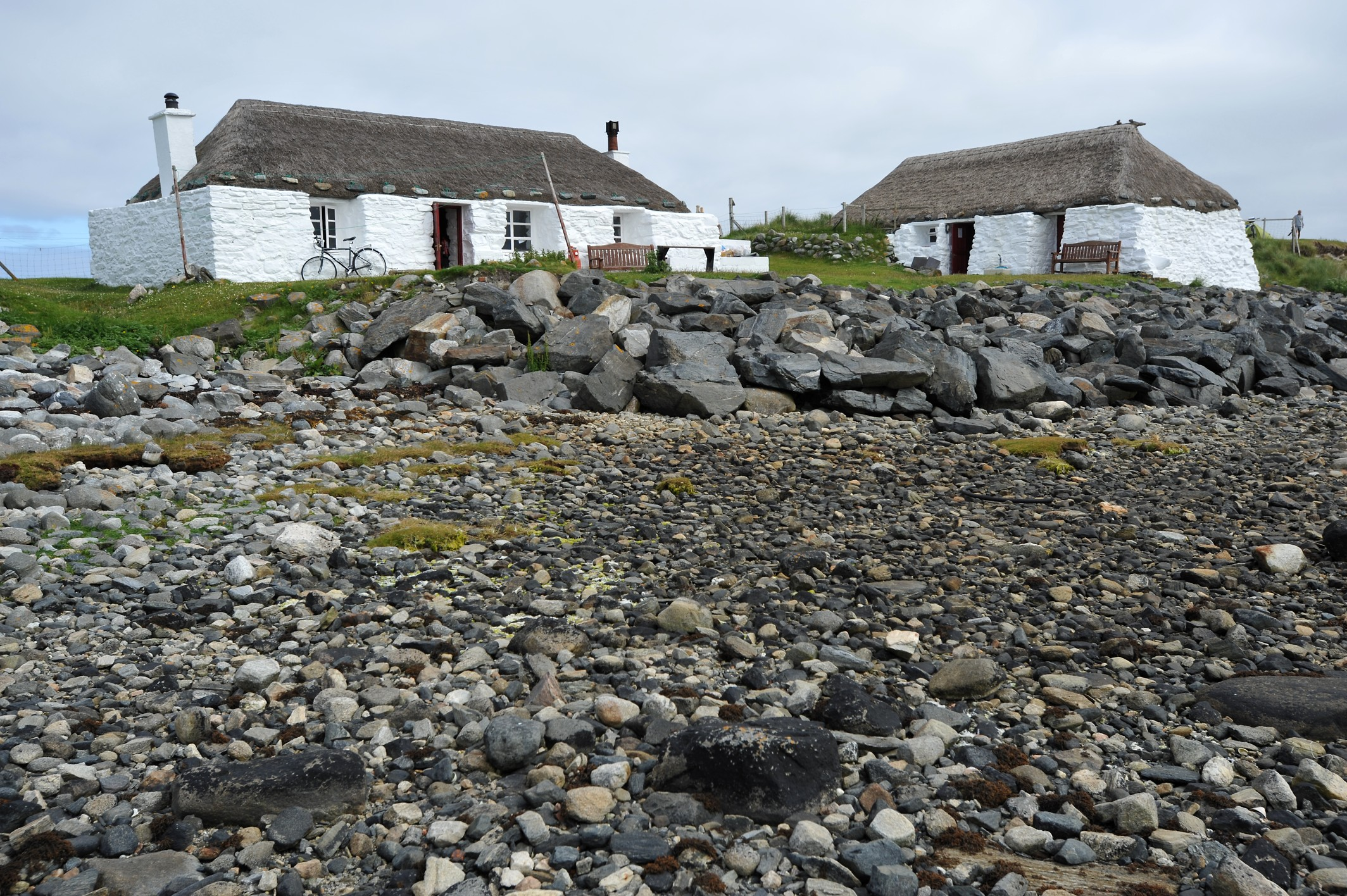
Berneray Youth Hostel

Das Berneray Youth Hostel ist ein ehemaliges Wohngebäude und heutiger Beherbergungsbetrieb auf der schottischen Hebrideninsel Berneray. 1971 wurde das Gebäude in die schottischen Denkmallisten in der Kategorie B aufgenommen.

## Geschichte
Unter Donald Ruadh Macleod wurde Berneray bis ins mittlere 18. Jahrhundert durch Erweiterung der landwirtschaftlichen Flächen und Einführung der Kelpgewinnung entwickelt. 1834 kam es zu einer Immigration von Vertriebenen anderer Inseln (vergleiche auch Highland Clearances), welche eine hohe Bevölkerungsdichte in Rushgarry und Umgebung hervorrief. Das Berneray Youth Hostel wurde vermutlich in der ersten Hälfte des 19. Jahrhunderts als Behausung einer Crofter-Familie errichtet. In den 1970er Jahren gingen die Gebäude an den Gatliff Hebridean Hostels Trust über, der bis 1977 das Hauptgebäude und bis 1988 das Nebengebäude restaurieren ließ, und sie als Beherbergungsbetrieb nutzt.

## Beschreibung
Es handelt sich um zwei Gebäude die als traditionelle Cottages ausgeführt sind. Sie befinden sich an der östlichen Einfahrt in den Bays Loch, der größten Bucht der Insel, in der Nähe des Southwest Cottage. Die Gebäude stehen in wenigen Metern Entfernung im rechten Winkel zueinander. Das flache, mächtige Mauerwerk der eingeschossigen, länglichen Gebäude ist aus Feldsteinen zu einem Schichtenmauerwerk aufgemauert. Ihre Gebäudekanten sind als Ecken ausgeführt und nicht wie üblich gerundet. Die Fassaden sind gekalkt. Die Fensteröffnungen sind tief in das schwach geneigte Mauerwerk eingelassen. Die abschließenden Walmdächer sind als Strohdächer ausgeführt. Ihre Strandhafer-Deckung ist nach traditionellem Vorbild mit einem Netz aus Drähten und beschwerenden Steinen fixiert.
Die südostexponierte Hauptfassade des Hauptgebäudes ist vier Achsen weit, während in die rückwärtige Fassade zwei sechsteilige Sprossenfenster eingelassen sind. Vor beiden Walmen ragen quadratische Kamine auf. Das Nebengebäude ist in den Hang gebaut. Seine südwestexponierte Hauptfassade ist drei Achsen weit. In die rückwärtige Fassade sind zwei Fenster eingelassen. An der Ostseite ist firstständig eine Otterskulptur aus Strandhafer fixiert.